# Saaris gård
Saaris gård (finska Saaren kartano) är en egendom i Tammela i det finländska landskapet Egentliga Tavastland.
Saaris gård, som omnämndes 1559, är beläget på ett näs mellan sjöarna Pyhäjärvi och Kuivajärvi. Egendomen blev 1691 berustat säteri efter att ursprungligen ha varit förenad med Mustiala kungsgård och förlänades senare till bland andra Lorentz Creutz den äldre. Saaris har gått i arv inom ätterna Kuhlman, von Wright, Lagerborg, Lepsen och de la Chapelle (1872–1930). 
Julia Lespen gifte sig med Carl Viktor de la Chapelle och Saaris ägdes av ätten de la Chapelle till 1930. Deras dotter Ellan de la Chapelle tillbringade mycket tid på Saaris. Hon trivdes bäst i den lantliga miljön som erbjöd en friare tillvaro än stadslivet i Helsingfors. Hon deltog i godsdriften också under sin bror Victor Eugens de la Chapelles tid som ägare.
Gården inköptes 1930 av Erik von Frenckell och delades 1948 mellan honom och hans två döttrar Vivica och Erica, varvid den gamla stamgården tillföll den äldsta dottern Vivica Bandler. Den nuvarande huvudbyggnaden i nyklassisk stil uppfördes i mitten av 1700-talet. På mark som tidigare tillhört Saaris har Finlands Bollförbunds idrottsinstitut Eerikkilä anlagts.